# Carex wightiana
Espèce
Classification phylogénétique
Carex wightiana est une espèce des plantes du genre Carex et de la famille des Cyperaceae.